# 草叢鏢鱸
草叢鏢鱸為輻鰭魚綱鱸形目鱸亞目河鱸科的其中一種，分布於美國維吉尼亞州及北卡羅來納州的Roanoke河流域，體長可達7.6公分，棲息在岩石底質的溪流。